# آرناو کوماس
آرناو کوماس (زاده ۱۱ آوریل ۲۰۰۰؛ کاسسا د لا سلبا)، بازیکن فوتبال اهل اسپانیا است که در پست دفاع میانی برای تیم فوتبال بازل در سوپر لیگ سوئیس بازی می‌کند.

## دوران باشگاهی

### بارسلونا
آرناو کوماس در  دسامبر ۲۰۰۹ از ژیرونا سویل به بارسا پیوست. او در تیم زیر ۱۲ سال C تحت مربیگری جوردی فونت بازی کرد و بدین ترتیب راه خود را برای حضور در تمام رده‌های باشگاه باز کرد. او به عنوان بهترین بازیکن تورنمنت در جام بازیکنان منتخب دسته سوم اسپانیا انتخاب و به یک مدافع میانی با DNA بارسا (بیرون آوردن و دور کردن توپ با قد بلند، سریع و یک رهبر عالی) تبدیل شد.

### اولوت
در ۳۰ اوت ۲۰۱۹، او به صورت قرضی در دسته سوم اسپانیا به اولوت پیوست و در مجموع ۱۷ بازی برای این تیم در لیگ و کوپا دل ری انجام داد.

### بازل
در ۱۶ ژوئن ۲۰۲۲ کوماس به باشگاه فوتبال بازل در سوپر لیگ سوئیس پیوست. در ۲۱ ژوئیه ۲۰۲۲، کوماس اولین بازی خود برای بازل را در جریان پیروزی ۲–۰ مقابل کروسیدورس انجام داد.

## آمار

### باشگاهی
تا تاریخ ۲ نوامبر ۲۰۲۲
| باشگاه      | فصل        | لیگ                | لیگ  | لیگ | جام حذفی | جام حذفی | قاره‌ای | قاره‌ای | دیگر | دیگر | مجموع | مجموع |
| باشگاه      | فصل        | دسته               | بازی | گل  | بازی     | گل       | بازی   | گل     | بازی | گل   | بازی  | گل    |
| ----------- | ---------- | ------------------ | ---- | --- | -------- | -------- | ------ | ------ | ---- | ---- | ----- | ----- |
| اولوت       | ۲۰–۲۰۱۹    | سگوندا دیویسیون بی | ۱۶   | ۰   | ۱        | ۰        | —      | —      | —    | —    | ۱۷    | ۰     |
| اولوت       | مجموع      | مجموع              | ۱۶   | ۰   | ۱        | ۰        | —      | —      | —    | —    | ۱۷    | ۰     |
| بارسلونا بی | ۲۱–۲۰۲۰    | پریمرا دیویسیون    | ۲۶   | ۲   | —        | —        | —      | —      | —    | —    | ۲۶    | ۲     |
| بارسلونا بی | ۲۲–۲۰۲۱    | پریمرا فدراسیون    | ۲۹   | ۰   | —        | —        | —      | —      | —    | —    | ۲۹    | ۰     |
| بارسلونا بی | مجموع      | مجموع              | ۵۵   | ۲   | —        | —        | —      | —      | —    | —    | ۵۵    | ۲     |
| بارسلونا    | ۲۲–۲۰۲۱    | لا لیگا            | ۰    | ۰   | ۰        | ۰        | ۰      | ۰      | ۰    | ۰    | ۰     | ۰     |
| بارسلونا    | مجموع      | مجموع              | ۰    | ۰   | ۰        | ۰        | ۰      | ۰      | ۰    | ۰    | ۰     | ۰     |
| بازل        | ۲۳–۲۰۲۲    | سوپر لیگ           | ۱۰   | ۲   | ۱        | ۰        | ۱۱     | ۰      | —    | —    | ۲۲    | ۲     |
| بازل        | مجموع      | مجموع              | ۱۰   | ۲   | ۱        | ۰        | ۱۱     | ۰      | —    | —    | ۲۲    | ۲     |
| مجموع آمار  | مجموع آمار | مجموع آمار         | ۸۱   | ۴   | ۲        | ۰        | ۱۱     | ۰      | ۰    | ۰    | ۹۴    | ۴     |

1. ↑  تعداد بازی‌های انجام شده در کوپا دل ری
2. ↑  تعداد ۴ بازی در مقدماتی کنفرانس اروپا، ۲ بازی در پلی‌آف کنفرانس اروپا و تعداد ۵ بازی در مرحله گروهی لیگ کنفرانس اروپا ۲۳–۲۰۲۲ انجام گردیده.

## افتخارات
بارسلونا
- لیگ قهرمانان جوانان اروپا (۱): ۱۸–۲۰۱۷
- جام خوان گمپر (۱): ۲۰۲۱
- لا لیگا نایب‌قهرمانی (۱): ۲۲–۲۰۲۱